# کاردیوسپرموم

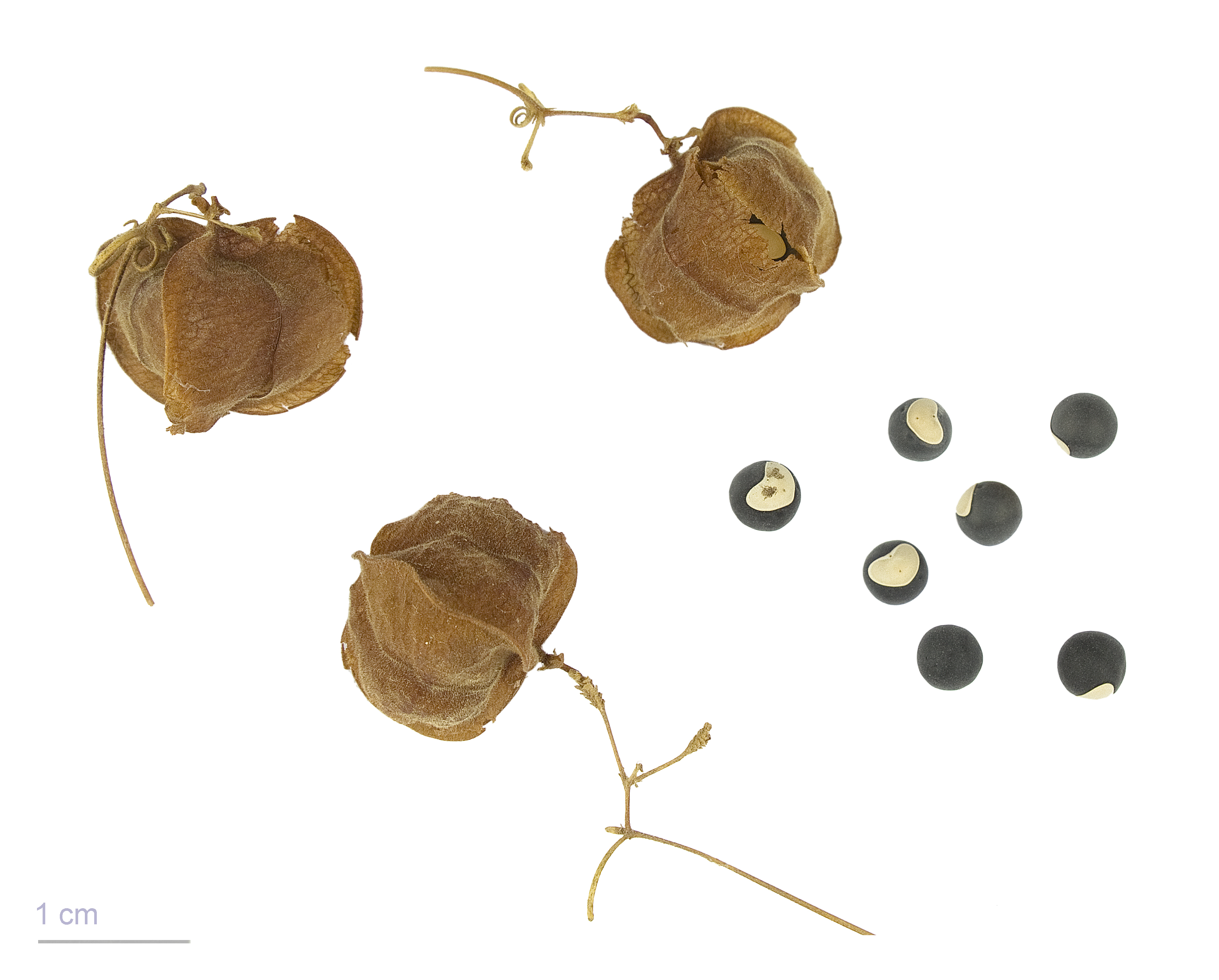
کاردیوسپرموم هالیکاکابوم - موزهٔ تولوز

کاردیوسپرموم سرده‌ای با تقریباً ۱۴ گونه در خانوادهٔ فندوق صابونی است که بومی مناطق گرمسیری آمریکا، هند و آفریقا هستند. نام این جنس از کلمات یونانی καρδία به معنی «قلب» و σπέρμα به معنی «دانه» گرفته شده است. نام‌های رایج اعضای این جنس شامل پیچک بادکنکی، پیچک بالونی، پف عشق، دانه‌قلبی و پیچک دانه‌قلبی است. این گیاهان در بخش‌هایی از جنوب ایالات متحده و آفریقای جنوبی به عنوان گونه‌های مهاجم طبقه‌بندی می‌شوند.

## کاربرد
جنس کاردیوسپرموم عمدتاً از پیچک‌های علفی تشکیل شده است که در مناطق گرم به عنوان گیاهان زینتی کشت می‌شوند. در کرم‌های پوستی عصارهٔ دانهٔ این سرده وجود دارد و ادعا می‌شود که می‌تواند اگزما و سایر بیماری‌های پوستی را درمان کند.

## گونه‌ها
- کاردیوسپرموم کوریندوم
- دیسکتوم کاردیوسپرم
- کاردیوسپرموم گرندیفلوروم
- کاردیوسپرموم هالیکاکابوم